# NGC 6832
NGC 6832 — группа звёзд в созвездии Лебедь.
Этот объект входит в число перечисленных в оригинальной редакции «Нового общего каталога».